# 笠原洋子
笠原 洋子（かさはら ようこ、1945年8月4日 - ）は、日本の元女子バレーボール選手。

## 来歴
三重県津市出身。中学在学中に「なんとなく」バレーボールを始める。四日市高校在学中はインターハイなどで活躍した。
実業団チームである鐘紡四日市監督の水野崇光から声がかかり、同チームの児玉三代子や吉田節子に憧れていたこともあり入部を決意した。
1965年に全日本メンバーに初選出され、1968年のメキシコオリンピックにおいて銀メダル獲得に貢献した。ロサンゼルスオリンピック銅メダリストの杉山加代子は親戚。

## 球歴
- 所属チーム履歴

市立橋南中 → 四日市高校 → 鐘紡四日市/全鐘紡（1964-1970年）
- 全日本代表としての主な国際大会出場歴
  - オリンピック - 1968年